# DeepFace
DipFejs je sistem dubokog učenja za prepoznavanje lica koji je kreirala istraživačka grupa na Fejsbuku. On identifikuje ljudska lica na digitalnim slikama. Program koristi devetoslojnu neuronsku mrežu sa preko 120 miliona pondera veza i obučen je na četiri miliona slika koje su postavili korisnici Fejsbuka. Fejsbukov istraživački tim je naveo da metoda DipFejs dostiže tačnost od 97,35% ± 0,25% na skupu podataka označenih lica na slobodno (LFV), pri čemu ljudska bića ostvaruju 97,53%. To znači da je DipFejs ponekad uspešniji od ljudskih bića. Kao rezultat rastuće društvene zabrinutosti, Meta je objavila da planira da ugasi Fejsbukov sistem za prepoznavanje lica, brišući podatke skeniranja lica više od milijardu korisnika. Ova promena će predstavljati jednu od najvećih promena u upotrebi prepoznavanja lica u istoriji tehnologije. Fejsbuk je planirao da do decembra 2021. izbriše više od milijardu šablona za prepoznavanje lica, koji predstavljaju digitalno skeniranje crta lica. Međutim, nije planirao da eliminiše DipFejs koji je softver koji pokreće sistem za prepoznavanje lica. Kompanija takođe nije odbacila uključivanje tehnologije za prepoznavanje lica u buduće proizvode, prema rečima portparola Mete.

## Literatura
- Taigman, Yaniv; Yang, Ming; Ranzato, Marc'Aurelio; Wolf, Lior (24. 6. 2014), „DeepFace: Closing the Gap to Human-Level Performance in Face Verification”, Conference on Computer Vision and Pattern Recognition (CVPR), Facebook Research Group
- Bohannon, John (5. 2. 2015), „Facebook will soon be able to ID you in any photo”, Science (website), American Association for the Advancement of Science, doi:10.1126/science.aaa7804